# Jean-François Bellay
Pour les articles homonymes, voir Bellay.
Jean-François Bellay, dit François Bellay, né le 19 novembre 1789 à Chalamont et mort en 1858 à Rome, est un peintre, graveur, dessinateur et lithographe français.

## Biographie
Jean-François Bellay naît le 19 novembre 1789 à Chalamont. Il est le fils de François Bellay, maître en chirurgie dans la même ville, et de Pierrette Poncet.
Jean-François Bellay est admis à l'École des beaux-arts de Lyon dans les ateliers des peintres Pierre Révoil, Alexis Grognard, Fleury Richard et Jean-Michel Grobon.
Il a eu, entre autres, pour élèves, son fils Charles-Alphonse-Paul Bellay (Paris, 22 mars 1826 - Paris, 1900), graveur, prix de Rome en 1852.
Jean-François Bellay est un portraitiste, on lui doit des eaux-fortes et des lithographies.

### Carrière artistique
Bellay reçut d'abord les leçons de Jean-Michel Grobon, qui lui apprit à dessiner et à graver, puis entra dans classe de Pierre Révoil à l'École des Beaux-Arts où il obtint en 1810 le 1er prix de peinture, alors appelé Couronne d'or. Grobon lui a communiqué son amour de la précision et de l'anecdote vivante.
Sa première œuvre paraît être la grande vue de Lyon, prise du quai Saint-Antoine, gravée d'après un dessin de Jean-Jacques de Boissieu et datée de 1812. Le peintre lyonnais a débuté en 1817 au Salon de Paris avec une peinture de l'intérieur de l'église des Jacobins transformée en écurie. À Lyon ou à Paris, Jean-François Bellay a exposé des intérieurs de remises et d'écuries, des relais de poste, des animaux — plus spécialement des chevaux — des voitures attelées, des paysages et des portraits. Parmi ses peintures, citons Le Marché de la place des Minimes à Lyon, La Voiture publique, Une halte, le Portrait de sa femme aujourd'hui au musée des Beaux-Arts de Lyon. En tant que dessinateur et lithographe, il est l'auteur du Portrait de Talma d'après Achille Devéria, du sien et de celui de Bertel Thorvaldsen d'après Horace Vernet, du Retour de la ferme, du Conducteur de mulets, de Quatre batailles d'après Horace Vernet et des Sibylles d'après la fresque de Raphaël.

### Collaborations auprès des Cours de France et d'Espagne
Jean-François Bellay, Lyonnais, peintre et lithographe ayant exposé aux Salons de 1817 à 1824 des paysages et des scènes populaires, et ayant collaboré aux Galeries lithographiques de Marie-Caroline de Bourbon-Siciles, duchesse de Berry, et du duc d'Orléans, fut engagé par José de Madrazo y Agudo, pour la Real Coleccion Litografica (es) peu avant 1830.
Son séjour à Madrid dut être assez court puisqu'on le retrouve avec des sujets militaires au Salon de 1831. À part ses lithographies d'après les Téniers du musée du Prado, on ne connaît d'autres traces de son séjour en Espagne que les portraits de Ferdinand VII et de la reine Maria Cristina, lithographiés d'après Vicente Lopez. 

## Analyse de son art
Le Lyonnais Jean-François Bellay se plaisait à restituer la figure des gens d'humble condition, les menus faits de leur existence, leur cadre de vie familier. Ses dessins, sobres et fidèles comme ses tableautins, offrent aux curieux du passé d'utiles glanes. Il peint des scènes de genre et d'intérieur d'inspiration hollandaise. Que ce soit Grobon et surtout Bellay, les peintres lyonnais ont donc pratiqué la peinture de genre, qui se caractérise également par la représentation de scènes de la rue ou de la vie des métiers, mais ils ont su aussi révéler une sensibilité spirituelle et une « saveur provinciale » au travers de leurs paysages. 
Son Marché de la place des Minimes, toile conservée au musée des Beaux-Arts de Lyon, témoigne d'une remarquable maîtrise et d'un grand sens de la composition. Cette œuvre témoigne de sa précision et de son travail de l'anecdote vivante. Ses griffonnis à l'eau-forte montrent sa très grande sûreté de graveur, qui sait fixer en quelques tailles un visage aperçu sous un chapeau ou un chien savant.

## Salons
- À Paris
  - 1819 : Le Marché de la place des Minimes à Lyon[7].
- À Lyon
  - 1827 : Marche d'animaux auprès d'un ancien aqueduc, copie d'après Karel Dujardin[8], localisation inconnue.
  - 1894 :
    - Vue de Lyon prise du quai Saint-Antoine, eau-forte d'après Jean-Jacques de Boissieu ;
    - Épisode d'un marché aux chevaux dans le quartier d'Ainay, gravure.

  - 1914 :
    - Vue générale de Lyon, prise de la rive gauche en aval du pont du Change, 1812, gravure, épreuve sur chine, d'après le dessin original conservé au musée d'Art moderne et contemporain de Saint-Étienne Métropole[9] ;
    - Quai Saint-Antoine, gravure d'après un dessin de Jean-Jacques de Boissieu[10].

### Collections publiques

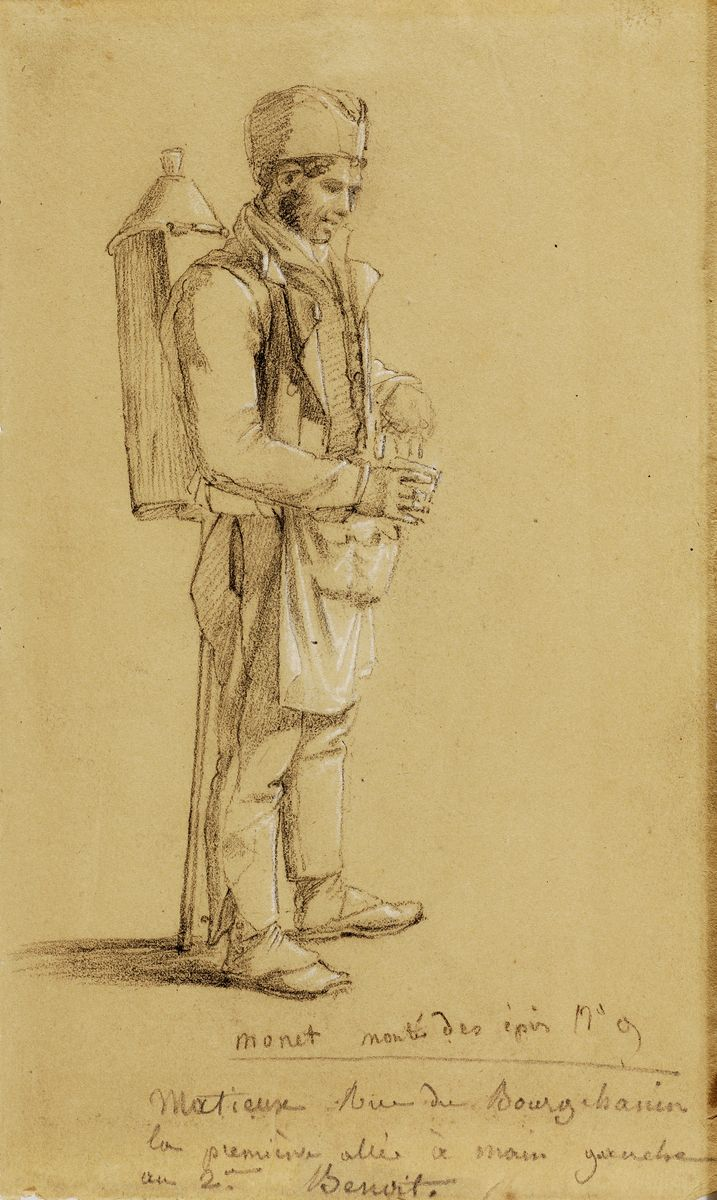
Marchand de coco (1888), musée des Beaux-Arts de Lyon.

- Angers, musée des Beaux-Arts : Mulets italiens, mine de plomb et gouache blanche.
- Lyon, musée des Beaux-Arts :
  - Le Marché de la place des Minimes à Lyon, 1819, huile sur toile, 60 × 100 cm ;
  - Une halte, d'après Philips Wouwerman, huile sur toile, bois, 18 × 26 cm ;
  - La Voiture publique, 1823, huile sur toile, 22 × 28 cm ;
  - Portrait de Madame François Bellay, mère du peintre, huile sur toile marouflée sur bois ;
  - Marchand de coco, 1888, dessin sur papier.

- Paris :
  - musée Carnavalet : Vue de Lyon en 1785, d'après Jean-Jacques de Boissieu, vers 1812, dessin.
  - musée du Louvre :
    - Lo Sposalizio, d'après Raphaël, aquarelle ;
    - La Dernière Communion de saint Jérôme, d'après le Dominiquin, aquarelle[11] ;
    - Entrée avec pont-levis d'un château-fort, mine de plomb[12] ;
    - L'Extase de sainte Cécile d'après Raphaël, aquarelle[13] ;
    - Fragment de la Chambre de Jules II au Vatican, d'après Raphaël, aquarelle[14].
- Tourcoing, MUba Eugène-Leroy : fonds de dessins de la collection d'Adolphe Thiers légués en 1880, dépôt du musée du Louvre depuis le 21 mai 1952.

Œuvres de Jean-François Bellay
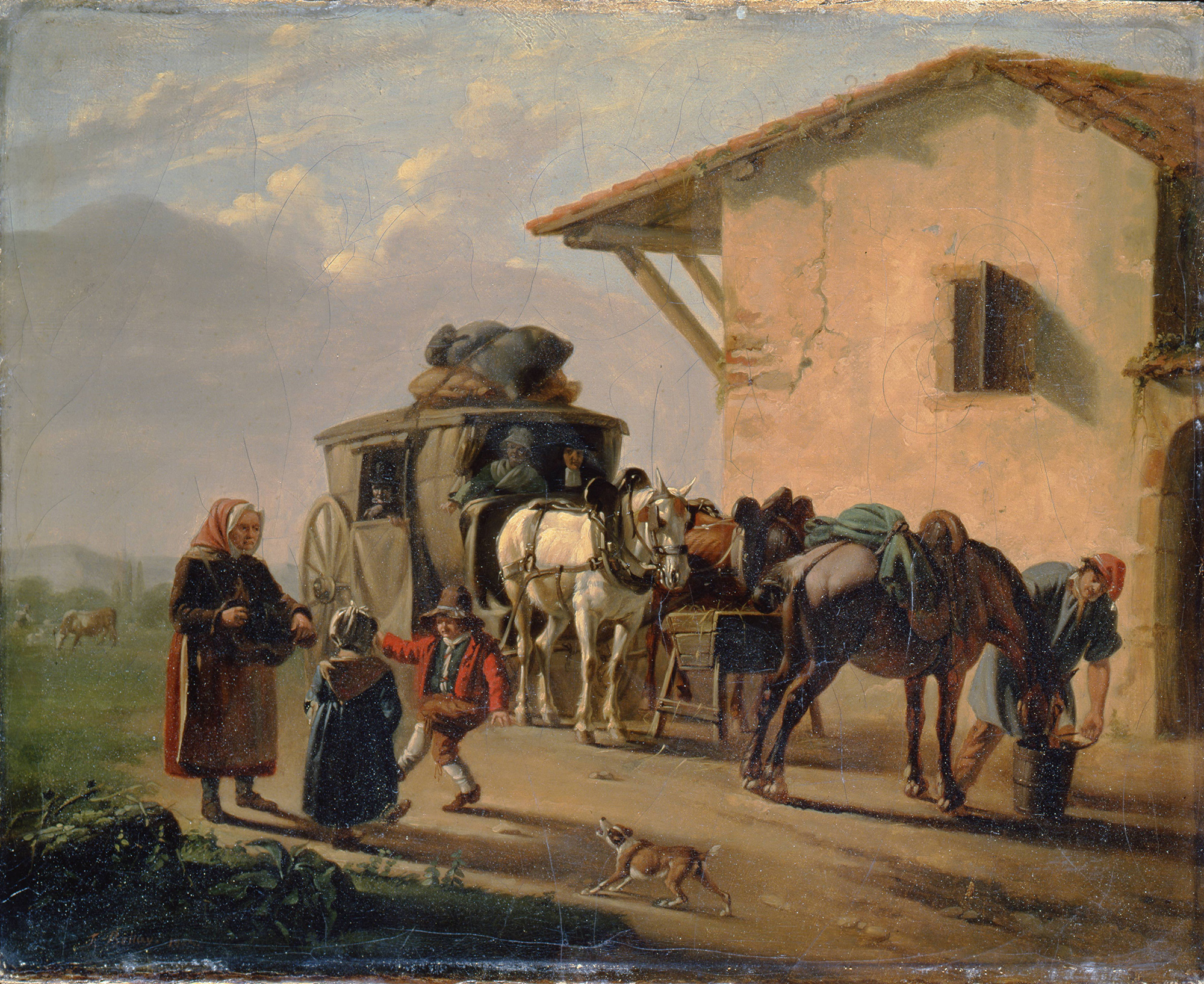
La Voiture publique, musée des Beaux-Arts de Lyon.
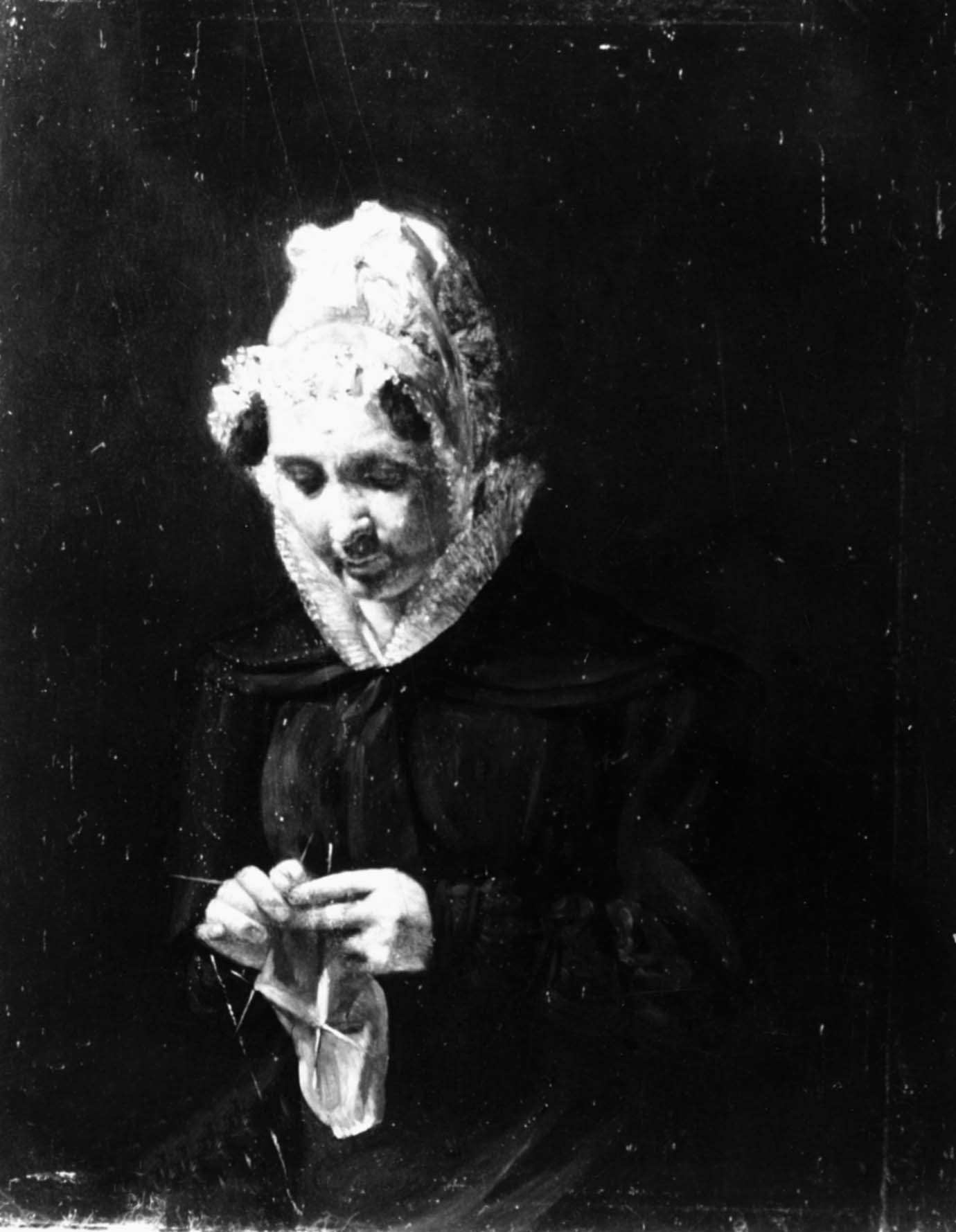
Portrait de Madame François Bellay, mère du peintre, musée des Beaux-Arts de Lyon.
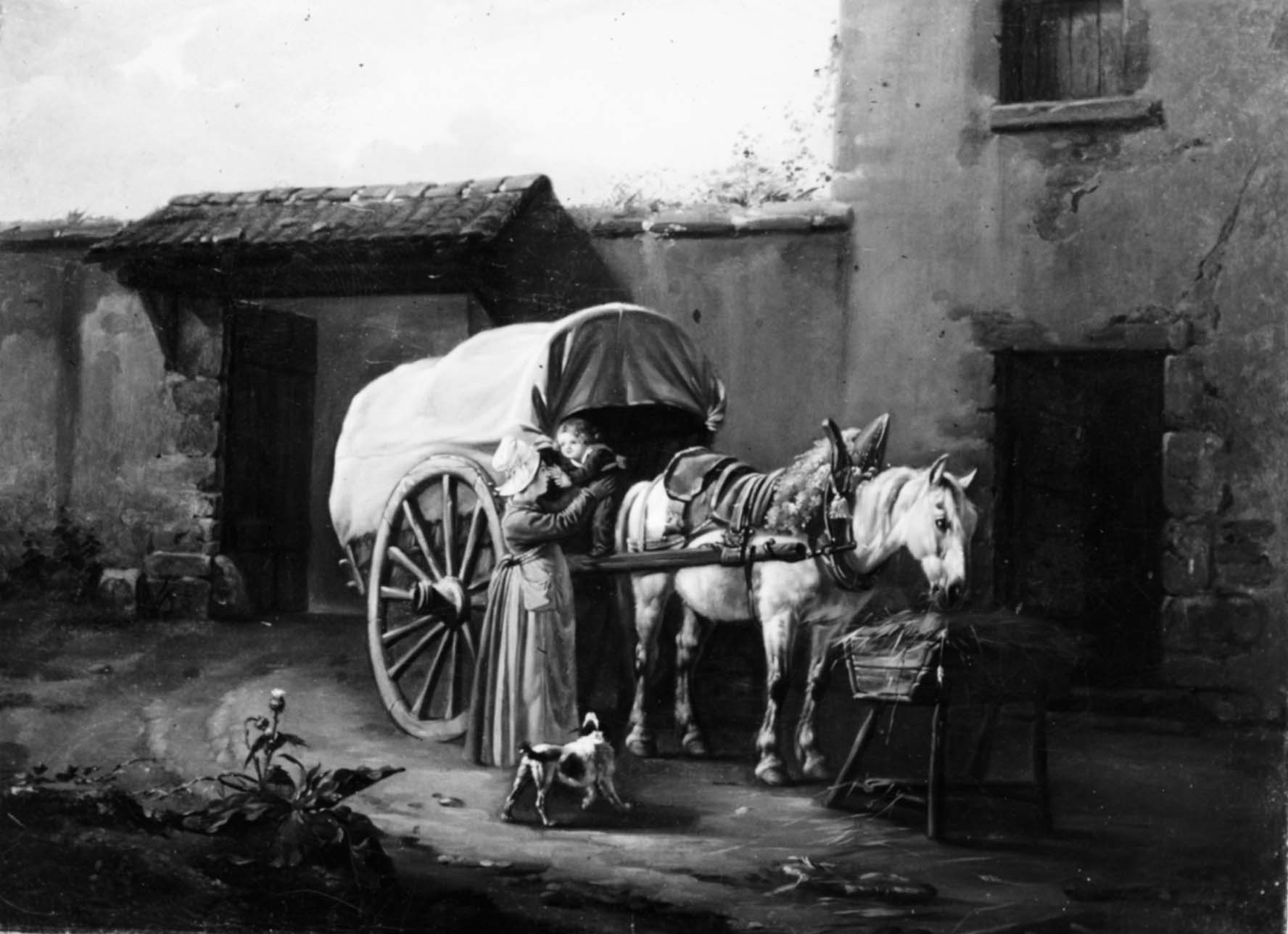
D'après Philips Wouwerman, Une halte, musée des Beaux-Arts de Lyon.
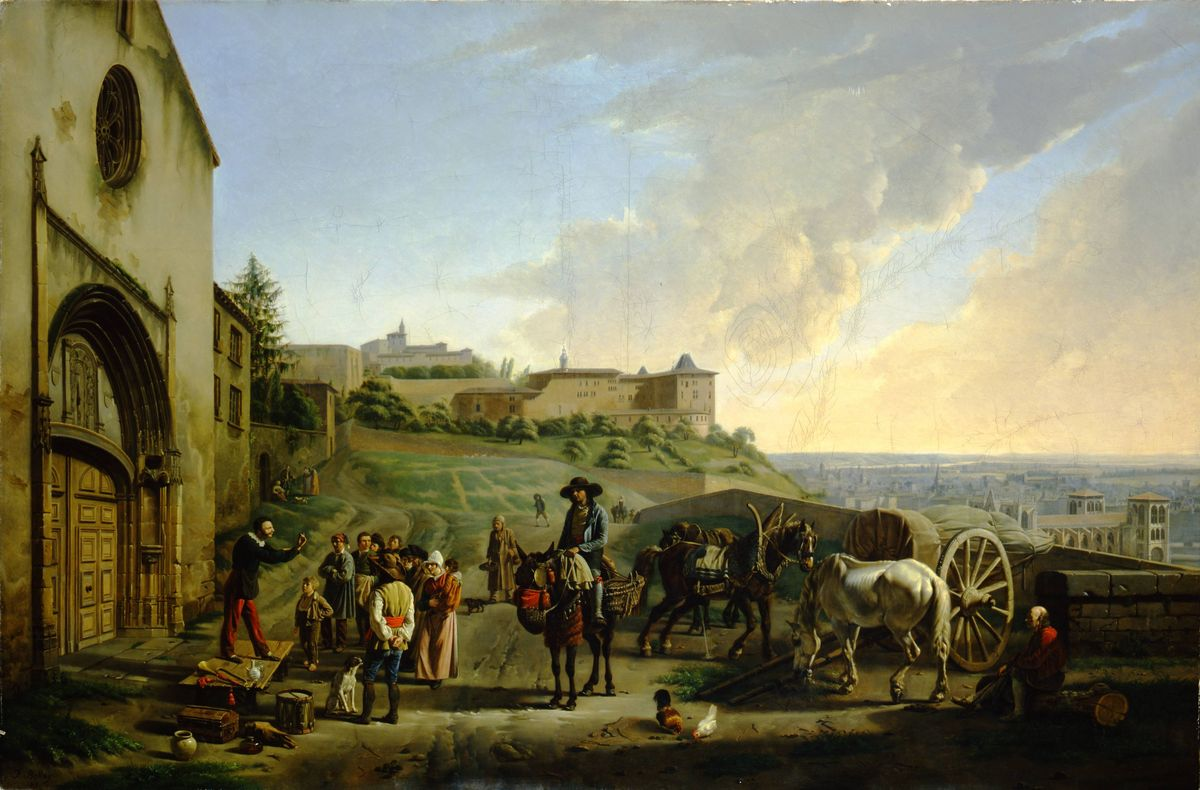
Le Marché de la place des Minimes à Lyon, musée des Beaux-Arts de Lyon.

### Œuvres non localisées

#### Peintures
- La Vision d'Ézéchiel, d'après la composition de la Galerie Palatine à Florence, aquarelle, 40 × 29,5 cm[réf. nécessaire].
- Dieu créant les animaux, d'après la composition de la voûte de la 1re travée des Loges, Vatican, aquarelle, 39 × 76 cm[réf. nécessaire].
- L'Extase de sainte Cécile, d'après la composition de la Pinacothèque nationale de Bologne, aquarelle, 98 × 62 cm[réf. nécessaire].
- L'École d'Athènes, d'après la composition de Raphaël à la Chambre de la Signature, Vatican, aquarelle, 148 × 198 cm[réf. nécessaire].
- Église d'Orliénas, aquarelle, 100 × 140 cm[réf. nécessaire].

#### Dessins
- Un homme tenant un cheval attelé à une charrette près d'un porche, 1824 , mine de plomb, plume et encre brune, lavis brun rehaussé de blanc[15].
- Jules II, d'après Raphaël, copie d'après la figure d'une des fresques d'une Chambre du Vatican[réf. nécessaire].
- Paysan sur sa monture, crayon lithographique, pierre noire, rehauts de gouache blanche, 26,5 × 19,8 cm[réf. nécessaire].
- La Prière du soir, encre et lavis d'encre, 31,5 × 24 cm[réf. nécessaire].